# Haley Batten
Haley Batten (19 de setembro de 1998) é uma desportista estado-unidense que compete no ciclismo de montanha na disciplina de cross-country. Ganhou uma medalha de prata no Campeonato Mundial de Ciclismo de Montanha de 2019, na prova por relevos.

## Palmarés internacional
| Campeonato Mundial | Campeonato Mundial         | Campeonato Mundial | Campeonato Mundial        |
| Ano                | Lugar                      | Medalha            | Competição                |
| ------------------ | -------------------------- | ------------------ | ------------------------- |
| 2019               | Mont-Sainte-Anne ( Canadá) | Medalha de prata   | Cross-country por relevos |